# ウルフガー
ウルフガー（Wulfgar）は、ファンタジー・ロールプレイングゲーム『ダンジョンズ&ドラゴンズ』（D&D）のキャンペーン・セッティング「フォーゴトン・レルム」（レルム）に登場する架空のキャラクター。
ベオルネガーの息子であり、レルム世界におけるアイスウィンド・デイルの蛮族の英雄であり、ドリッズト・ドゥアーデン、キャッティ・ブリー、ハーフリングのレギス、ブルーノー・バトルハンマーと共に、“ミスラル・ホールの仲間たち”の1人でもある。彼ら同様、作家R・A・サルヴァトーレによって創作された。
ウルフガーは当初、サルヴァトーレの最初の小説シリーズ『The Icewind Dale Trilogy』の主人公になる予定だった。舞台がムーンシェイ諸島からアイスウィンド・デイルに変更され、相棒となるキャラクターが必要となった時、ドリッズト・ドゥアーデンが思いつきで創られた。以後の小説では、専らドリッズトが主人公となっている。ウルフガーは『The Spine of the World』では主人公となっている。

## 作中の描写
『The Crystal Shard』にほとんど医学的な用語で記述されているように、ウルフガーはおよそ7フィート（2.13メートル）、金髪碧眼（彼の出身である蛮族によく見られる）で、ドワーフのブルーノー・バトルハンマーに5年間仕え、疲れを知らないことで有名なドワーフと共に働いていた時に、その驚異的な筋肉質の体躯を作り上げた。彼は肩幅が広く、胸が厚く、腰はくびれがあり、その腕は太ったドワーフの太ももよりも太いと言われている。その体格にもかかわらず、中々優男である。また、比較的若く少年のような顔をしており、後にはひげを生やした。ターニャ・モニーク・ブルスケ＝グーツは、小説におけるウルフガーの描写を、「ゲームキャラクターの抽象的な属性がどのように視覚化され、説明されうるか」であると見ている。 
ウルフガーは蛮族ながらも驚異的な力を持つ。例えば、船の舳先を水面から引き上げたこともあれば、300ポンドの男を片腕で持ち上げ、喧嘩が始まった酒場に投げ飛ばしたこともある。また、アイスウィンド・デールの強大な蛮族の王ヒーフスターグに挑んだ時は、背骨を砕くようなベアハッグに耐えながら、素手で王の頭をメロンのように砕いた。また、『The Halfling's Gem』では、大きくて癇癪持ちのラクダを投射武器として使って盗賊の一団を倒し、ゆっくり締め上げてくる肉のゴーレム、ボクの頭を素手で引きちぎって脱出した。ウルフガーは常に自分よりはるかに大きな敵を相手にし、その力と強大なウォーハンマーで打ち負かした。

## 劇中での動向

### 若年期
少年時代、ウルフガーはエルク族の王ヒーフスターグの旗手だった。彼はテンタウンズへの蛮族の侵攻に参加し、そこでドワーフのブルーノー・バトルハンマーがウルフガーを気絶させた。戦いの後、テンタウンズの人々がまだ死んでいない蛮族の喉を切り裂いていた時、ブルーノーはウルフガーを助けた。ブルーノーは死の代わりに、ウルフガーに5年間の奉仕を言い渡した。ウルフガーは鍛冶場に通ううち、ブルーノーに対する見方が「奴隷商人」から「父親」へと変わっていった。ブルーノーはウルフガーへの贈り物として、伝説のウォーハンマー「イージスファング」を作った。ウルフガーの刑期が迫った時、ブルーノーはドラウのドリッズト・ドゥアーデンに、ウルフガーに戦い方を教えるよう命じた。
ウルフガーは、栄光と信用を取り戻し部族の支配権を得るため、ホワイト・ドラゴンのアイシングデスを退治する任務を引き受けた。ドリッズトの助けを借りてウルフガーはドラゴンに挑み、これを倒して「Dragonsbane」の称号を得た。ドリッズトはドラゴンの隠れ家で、炎を防ぐ力を持つシミターを発見し、倒したドラゴンに因んで「アイシングデス」と名付けられた。
この功績により、彼は部族の統率のためにヒーフスターグ王に戦いを挑むことができた。ウルフガーは彼を破り、エルク族の支配権を得て、部族を率いてテンタウンズの人々を援助した。彼はまた、ブルーノーの養女であるヒューマンの娘キャッティ・ブリーと恋に落ちた。
ウルフガーは、ブルーノーとドリッズトのミスラル・ホール攻略と、暗殺者アルテミス・エントレリとの戦いに従った。ミスラル・ホールが征服された後、ウルフガーはそこに居住した。彼の野蛮な態度、ショーヴィニズム、嫉妬はキャッティ・ブリー、ドリッズト、そして彼自身の間に亀裂をもたらした。また、レギス（正体はアルテミス・エントレリ）とルビーから、キャッティ・ブリーがドリッズトと浮気していることを知らされ、ドリッズトとキャッティ・ブリーに敵意を抱くようになった。そのため、彼はミスラル・ホールで一度ドリッズトを攻撃したが、ドリッズトが友人であることを思い出すと手を引いた。レギスがアルテミスであることが明らかになった後も、ウルフガーはキャッティ・ブリーを恨み続け、ブルーノーから叱責された。その後、彼とキャッティ・ブリーは部分的に仲直りした。しかし、メンゾベランザンのドラウの集団がドリッズトを捕らえたとき、ウルフガーは友人たちに従って救出に向かった。ヨックロールとの戦いで、ウルフガーはキャッティ・ブリーを殺さないために天井を陥没させ、自分と侍女を巻き込んだ。仲間たちは彼が死んだと信じた。

### 再登場後
ウルフガーの死は様々な反響を呼び、ファンに動揺を与えた。そのため、著者と出版社であるTSRとの間で論争が起こった。編集者はサルヴァトーレの主張にも関わらず、ファンの要望を受けて『Passage to Dawn』でウルフガーの復活を指示した。しかしその後、サルヴァトーレはこう語っている「ウルフガーを復活させて本当によかった。『Spine of the World』を書いている時、私はウルフガーが経験したことを形にするのに、本当にやりがいを感じていた。本を書いて編集者に送った時、こう伝えた『半分の人はこの本を気に入るだろうが、もう半分には嫌われるだろう。それが現実であり、私にはどうすることもできない』」。
『Passage to Dawn』では、ヨックロールがウルフガーをロルスのいるアビスに引きずり込み、ロルスは後にウルフガーをデーモンのエルトゥに渡し、デーモンが 「災厄の時」の間、ドラウの都市メンゾベランザンを監視するようになったと説明されている。エルトゥは魔法使いに召喚されると逃げ出し、ウルフガーを連れてきた。彼はデーモンに拷問され、辱めを受けた。ドリッズトとその仲間はエルトゥを倒し、アビスに送り返したが、エルトゥに囚われていたウルフガーの心はほとんど壊れていた。その後、彼は幻覚の中でキャッティ・ブリーを襲うことになり、この出来事は彼に多くの精神的苦痛を与えた。自分のせいで迷惑をかけまいと、ウルフガーはホールの仲間たちから離れ、しばらく北部を放浪し、最終的にArumn Gardpeckkが経営する「Cutlass」という酒場に辿り着いた。
『The Spine of the World』では、ウルフガーが酒に溺れていく様子が描かれている。彼はやがてArumnの酒場の用心棒となり、バーメイドのDelly Curtieの恋人となった。Arumnの臆病な友人Josi Puddlesは、Arumnがこの巨大な蛮族を解雇しようと決めたとき、蛮族がそのハンマーで酒場を破壊することを恐れて、ウルフガーのハンマーを盗んだ。そしてウルフガーは、数年前に一緒に航海したシー・スプライト号のデューデルモント船長の殺人未遂の罪に問われた。彼は、Jarkheld判事による"囚人カーニヴァル"に連れて行かれる。それは、重罪人（たとえ無実の罪であっても）が罪を認めるまで様々な拷問を受け、速やかに殺されるよう仕向けられる悪趣味なショーであった。ウルフガーと、同じ罪で告発された友人のならず者Morikは、デューデルモント船長に赦免され、都市から追放された後、再び船長と共に航海することを拒否して旅に出た。ウルフガーは、それからしばらくの間酒を断ち、エルトゥと過ごした時間や、恐ろしい拷問の記憶を断ち切ろうとした。Auckneyという小さな領地で、若い王の妻と、彼女の隠し子を救うためにでっちあげた嘘にまつわる事件が起きた後、ウルフガーとMorikは幼い子供を連れて旅立った。ウルフガーは、王の妻が何も得るものがない時に大きな勇気を示す行為を見せてくれたことで、酒無しでようやく悪魔を追い払うことができた。その後、彼とMorikはしばらくの間ラスカンに戻った。破壊的な行動をとったArumnと、気持ちに応えられなかったDellyに謝罪した後、ウルフガーとMorikは別れ、彼はDellyと名も知らぬ子供を連れてラスカンを後にした。
『Sea of Swords』では、ウルフガーとDellyはその後ウォーターディープに向かい、ウルフガーはJosie Puddlesがウォーハンマーを売った海賊を探すため、デューデルモント船長とシー・スプライト号の乗組員と行動を共にする。海での捜索を断念した彼は、海賊Sheila Kreeを探して北の大地へと旅立った。やがて彼は数ヶ月前に見捨て、死んだと思っていた旧友のドリッズト一行と再会した。彼らの助け（そしてSheilaの手下の女魔法使いと寝ていたMorikの助け）を得て、オーガの一族全員と対峙した後に、彼のハンマー、イージス・ファングを取り戻した。キャッティ・ブリーはその後、海へ逃げようとしたSheilaとその乗組員を、強力な弓タウルマリルで沈めた。
Thibbledorf PwentとGutbuster旅団がGandalug Battlehammerが死んだという知らせを携えて到着すると、ウルフガーとその家族は昔の仲間たち、そしてアイスウィンド・デイルの、バトルハンマー一族のドワーフ全員と共にミスラル・ホールへと旅立ち、ブルーノーが統治を再開できるようにした。その後しばらくして、ブルーノーは「ゴーントルグリム」と呼ばれる、失われたもう一つのドワーフの故郷を探すことを決意し、彼の親友達と500人のドワーフが同行した。キャラバン隊は"世界の背骨山脈"を旅する途中、多数のオークとフロスト・ジャイアントに略奪された人間の小さな集落Clicking Heelsの廃墟に出くわした。その後、彼らは同様に破壊されたフェルバー城塞からの遠征隊の、たった2人の生存者を拾った。ブルーノーはその後、自分とドリッズト、ウルフガー、キャッティ・ブリー、レギス、そしてドワーフの小部隊で、この地域の他の村も略奪されていないか確認することにした。ウルフガーはDellyに、しばらくしたらミスラル・ホールで合流すると約束した。
トレッキングの途中、一行は人口120人と地元のウィザード程度の小さな町Shallowsに入った。この時、パトロールに出ていたShallowsの民兵集団の1つがオークの大軍と遭遇し、虐殺された。たった一人の生存者は町に戻り、オークの大軍のことを伝えた。町への攻撃が始まると、ウルフガーはレギス、ブルーノーと彼のドワーフたち、そして町の民兵たちが残りを守り（ドリッズトは攻撃が始まる前に城壁の中に入ることができなかった）、ウィザードとキャッティ・ブリー含む弓兵が、町の中心にある塔の上から城壁越しに射撃を行った。ウルフガーは見事な活躍を見せ、壁を乗り越えた少数のオークを一掃し、疲労が蓄積しはじめた数時間後でも動ぜず守り抜いた。10人のフロスト・ジャイアントが休み無く巨石を投げつけてきたため、最初の襲撃が終わった時点でも、Shallowsの守備兵の3分の1が死に、さらに多くのオークも死んだ。残念なことに、ブルーノーと彼のドワーフたちがShallowsの正門前からオークを一掃するために最後の一押しをした後、彼は気を失った。この間、レギスはドワーフの前哨基地の一つに向かうために出発した。再び攻撃が始まると、守備隊は再び要塞を守り抜き、侵攻を防いだ。不運なことに、ブルーノーの副官Dagnabbitは投げつけられた巨石が塔を直撃し、塔にいた彼と3人のドワーフと共に死亡した。二度目の襲撃を退けた後、町の城壁は瓦礫と化し、さらに多くの守備兵が倒れたが、ウルフガー、キャッティ・ブリー、ウィザードや消耗した軍勢は瓦礫の中から立ち上がり、最後の攻撃を食い止めることに成功した。ウルフガーは押し寄せるオークの海をものともせず立ち向かい、勢いが弱まるまでハンマーを振り続けた。ここではなぜ勢いが収まったのか分からなかったが、別働隊のレギスらがドルイドの術でオークになりすまし、グルームシュの偶像を野営地に持ち込み、そこに群がるオークをGutbuster旅団が殺し尽くしていた。
『The Two Swords』では、Dellyは知性ある剣「Khazid' hea」に蝕まれ、オークに殺された。町の人々はウルフガーに内緒で養女Colsonを連れ去った。悲しみに暮れるウルフガーは、Colsonを探す決意を固める。

### 再びアイスウィンド・デイルへ
『The Orc King』では、養女を取り戻そうとするウルフガーの探求が続く。この作品の中で、彼とキャッティ・ブリーは、Colsonをさらった女性Cottieを追ってシルヴァリームーンへ行き、Cottieを探そうとするが、アルストリエルを通して、彼女と少女が新しい家を建てるために多くの難民がいるNesméへ行ったことを知る。大切なものを全て失ったCottieがついにColsonを手放した後、ウルフガーはついにColsonを本当の母親のもとに連れ帰り、アイスウィンド・デイルに戻って元の部族生活に戻ることをキャッティ・ブリーに告げる。彼は妻を見つけ、家族を持ちたいと言い、ミスラル・ホールの快適さでは精神を満足させられないと言う。ColsonをAuckneyにいる本当の母親のもとに返し、ウルフガーは自分の決断に満足して極寒のアイスウィンド・デイルに戻った。
『Gauntlgrym』の中で、ウルフガーは非常に長く健康な生涯を送り、何人もの子供や孫をもうけたが、ついにこの世を去ったことが明らかにされている。死後、彼は女神マイリーキーによって作られた特別な天国に連れて行かれ、レギス、ブルーノー、キャッティ・ブリーと再会するが、マイリーキーからの再生の申し出を断り、代わりにテンパスの存在する中で祖先と再会する。しかし、『The Companions』の最後で、彼が考えを改め、ホールの仲間の再創造のために昔の仲間に戻ったことが明かされる。彼の再生と第二の人生の物語は詳しく描かれていない。

## イージス・ファング
イージス・ファングはウルフガーを象徴する武器であり、強大なウォー・ハンマーである。 養父ブルーノー・バトルハンマーに仕えていた時に、彼のためにブルーノーが鍛えた最高傑作である。頭部は純粋なミスラル製で、鍛造の際に魔法でダイヤモンド・コーティングが施され、柄はアダマンティン製である。その頭部には、ドワーフの戦いの神クランゲディンの魔法の刻印と、ドワーフの創造の神モラディンのシンボルが刻まれ、"山の下の秘密の守り手"ドゥマソインのシンボルを覆っている。
大きくて重く、完璧なバランスのドワーフのウォー・ハンマー＋5である。巨人や巨人クラスのモンスターに投げつけると、そのモンスターは打ち殺される。身長6.5フィート以上で、かなりの力がなければまともに振るのも難しいだろうが、力の弱い者でも完璧なバランスを感じることができる。この武器は魔法でウルフガーに同調し、命令に応じて彼の手に戻って来る。
ウルフガーは、ドリッズトからこの武器の使い方を徹底的に叩き込まれている。"シマーグルーム"という名のシャドウ・ドラゴンと、"アイシングデス"という名のホワイト・ドラゴンとの2度の戦いで使用し、いずれも勝利を収めている。また、ドリッズトの傍らで、ブルーノーと共にバロールのエルトゥとの戦いでも使用し、やはり勝利に終わった。

## その他メディア
アクションRPG『Dungeons & Dragons: Dark Alliance』では、4人のプレイアブル・キャラクターの1人として登場する。
2021年のマジック:ザ・ギャザリングの拡張セット『フォーゴトン・レルム探訪』の、「ドラゴンの怒り」統率者デッキに「伝説のクリーチャー」カードとして登場する。

## 評価
古いD&Dの小説を再訪するIo9のシリーズで、ロブ・ブリッケンは「ブルーノーは ウルフガーを5年間年季奉公させたが、その終わりまでに ウルフガーは実質的に彼の養子となり、ブルーノーは ウルフガーに投げると手に戻る超イカした魔法のバトルハンマーを作った（だから少なくともサルヴァトーレは『指輪物語』ではなく『マイティ・ソー』をやっている）。」とコメントした。ブリッケンはまた、「ドリッズトとウルフガーは、一人で25人の巨人を倒すほどの超スゴいやつらだ」とも述べている。
エイダン＝ポール・カナヴァンによれば、 ウルフガーは「冒険物語によくある、強く、正直で、熱血漢の若い戦士のヒーロー・タイプを体現しており、ハワードの創作したコナンに似ている」キャラクターの一人である。
ターニャ・モニーク・ブルスケ＝グーツは、暴力の行使に関連したウルフガーの成長を分析する。蛮族として育った ウルフガーは、暴力を使うことを当然のこととしている。彼の行動は生々しく描写され、小説の中での彼の表現とRPGがリンクしている。ウルフガーは殺した敵を数えるが、これは神話に類似しており、またゲームで敵を倒したときに経験点を得ることにも似ている。彼女は、ドワーフ、特にブルーノーの長年にわたる年季奉公が ウルフガーを肉体的に鍛え、以前の行動を反省し、考え方を変えることを可能にしたと指摘する。彼はなおも戦うが、"悪に対して "暴力を行使することを決意し、道徳的に悪い性格から善良な性格へと変化する。ウルフガーがイージス・ファングという名の武器を手に入れることで、このような性格の変化が促進される。こうして彼は、ズザンヌ・ファン・クリーヴェが描いたファンタジーの典型的な型に従うことになる。主人公、ここではウルフガーは、彼に力を与える魔法のアイテムを手に入れる。同時にそれは、彼がそれに伴う責任を負うことができるかどうかという、人格の試練を与えるのである。